# Richie Ginther
Paul Richard Ginther (Hollywood, California, 5 de agosto de 1930-Burdeos, Francia, 20 de septiembre de 1989), más conocido como Richie Ginther, fue un piloto estadounidense de automovilismo. 
Su única victoria en Fórmula 1 la consiguió en el Gran Premio de México de 1965. Obtuvo catorce podios en su carrera: 1 primer puesto, 8 segundos y 5 terceros.
Consiguió un total de 107 puntos en el campeonato del mundo. Sus mejores resultados de campeonato fueron tercero en 1963 (BRM), quinto en 1961 (Ferrari) y 1964 (BRM), y séptimo en 1965 (con Honda).

## Trayectoria

### Fórmula 1
Debutó el 29 de mayo de 1960 en el Gran Premio de Mónaco de 1960 conduciendo un Ferrari, con quien correría también el año siguiente.
En 1962 emigró al equipo británico BRM donde correría también Graham Hill, con quien compartiría el segundo lugar final en el Campeonato del Mundo de 1963.
Su reputación como excelente probador y para desarrollar coches, hizo que Honda lo invitase a formar parte su equipo en 1965.
Su última carrera fue en Mónaco 1967 con Eagle.
Murió de un ataque al corazón cuando estaba de viaje con su familia en Francia a la edad de 59 años.

## Resultados

### Fórmula 1
(Clave) (negrita indica pole position) (cursiva indica vuelta rápida)
| Año  | Escudería                 | 1       | 2       | 3      | 4       | 5       | 6       | 7       | 8       | 9     | 10      | 11  | Pos. | Puntos  |
| ---- | ------------------------- | ------- | ------- | ------ | ------- | ------- | ------- | ------- | ------- | ----- | ------- | --- | ---- | ------- |
| 1960 | Scuderia Ferrari          | ARG     | MON 6   | 500    | NED 6   | BEL     |         |         |         | ITA 2 | USA     |     | 9º   | 8       |
| 1960 | Reventlow Automobiles Inc |         |         |        |         |         | FRA DNS | GBR     | POR     |       |         |     | 9º   | 8       |
| 1961 | Scuderia Ferrari          | MON 2   | NED 5   | BEL 3  | FRA Ret | GBR 3   | GER 8   | ITA Ret | USA     |       |         |     | 5º   | 16      |
| 1962 | Owen Racing Organisation  | NED Ret | MON Ret | BEL 13 | FRA 3   | GBR 13  | GER 8   | ITA 2   | USA Ret | RSA 7 |         |     | 8º   | 10      |
| 1963 | Owen Racing Organisation  | MON 2   | BEL 4   | NED 5  | FRA Ret | GBR 4   | GER 3   | ITA 2   | USA 2   | MEX 3 | RSA Ret |     | 2º   | 29 (34) |
| 1964 | Owen Racing Organisation  | MON 2   | NED 11  | BEL 4  | FRA 5   | GBR 8   | GER 7   | AUT 2   | ITA 4   | USA 4 | MEX 8   |     | 5º   | 23      |
| 1965 | Honda R&D Co              | RSA     | MON Ret | BEL 6  | FRA Ret | GBR Ret | NED 6   | GER     | ITA Ret | USA 7 | MEX 1   |     | 7º   | 11      |
| 1966 | Cooper Car Company        | MON Ret | BEL 5   | FRA    | GBR     | NED     | GER     |         |         |       |         |     | 11º  | 5       |
| 1966 | Honda R&D Co              |         |         |        |         |         |         | ITA Ret | USA Ret | MEX 4 |         |     | 11º  | 5       |
| 1967 | Anglo American Racers     | RSA     | MON DNQ | NED    | BEL     | FRA     | GBR     | GER     | CAN     | ITA   | USA     | MEX | NC   | 0       |